# Lea von Bidder

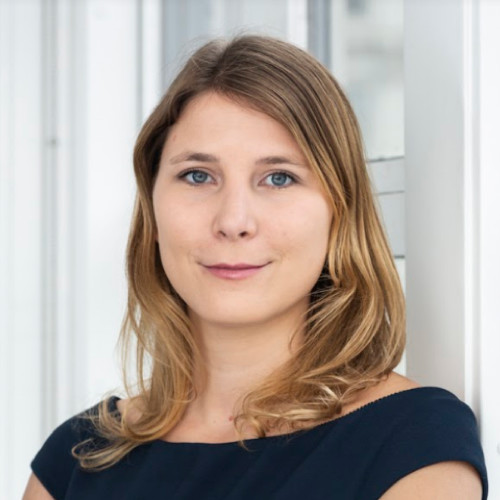
Lea von Bidder

Lea von Bidder (* 1990 in Zürich) ist eine Schweizer Unternehmerin.

## Leben
Bidder hat an der Universität St. Gallen, in Lyon, China, Montreal und den USA studiert. Mit 22 Jahren gründete sie ihr erstes Start-up. Im indischen Bangalore baute sie eine Schokoladenfirma auf. 2014 gründete sie dann zusammen mit drei Jungunternehmern die Firma Ava, die 2016 ein Hormon-Tracking-Armband für Frauen mit Kinderwunsch lancierte. 2015 zog sie nach San Francisco, war für das Marketing des Unternehmens verantwortlich und leitete das Büro im Silicon Valley. Vom amerikanischen Wirtschaftsmagazin Forbes wurde Lea von Bidder 2017 auf die Liste der wichtigsten «30 Jungunternehmer unter 30 Jahren» 2018 im Bereich Gesundheit aufgenommen.
Ava wurde Juli 2022 in einem Notverkauf von FemTech Health in einem Aktientausch ohne Cash übernommen, die sich seit 2023  in einem Insolvenzverfahren befinden. Die Unternehmung hat nie schwarze Zahlen geschrieben, Mitarbeiter und Investoren verlieren Geld aus ihren Forderungen nach Investments und Gehältern.